# Stazione di Busseto
La stazione di Busseto è una stazione ferroviaria a servizio della città di Busseto, in provincia di Parma. Si trova sulla ferrovia Cremona-Fidenza.

## Storia

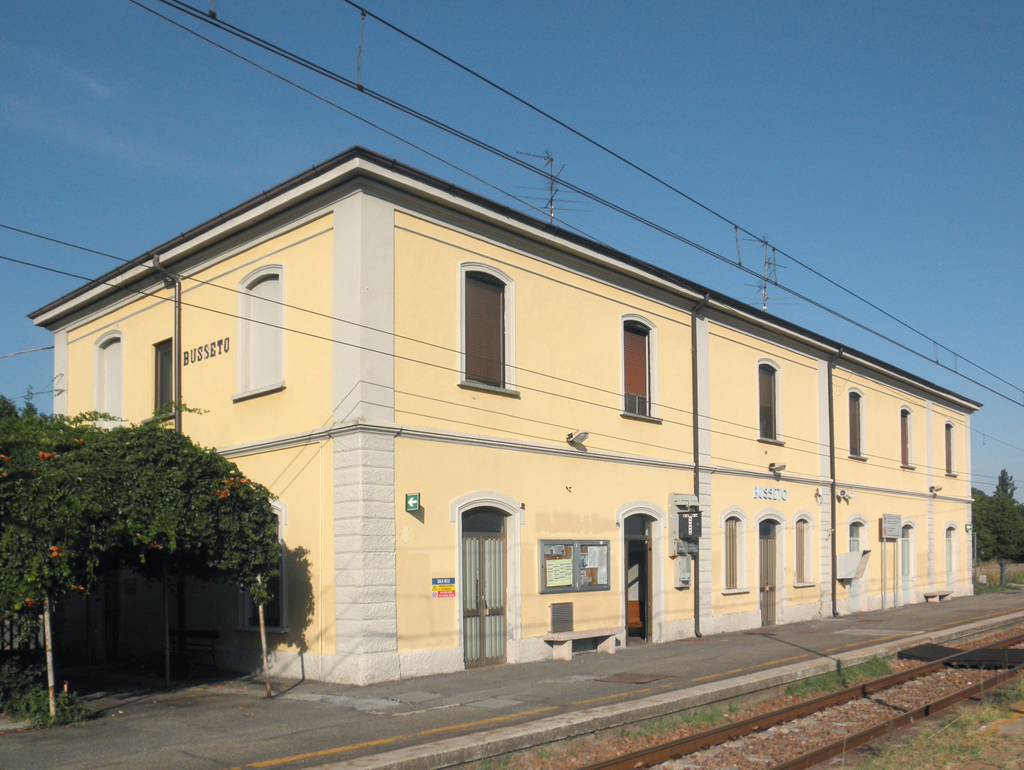
Il piazzale binari

La stazione fu inaugurata contestualmente all'attivazione della ferrovia Cremona-Fidenza, avvenuta il 12 settembre 1906.
Nel 1912 la concessione fu riscattata dallo Stato e la linea venne incorporata nella rete FS.
La trazione elettrica venne attivata il 27 maggio 1979.
Nel 2000, nell'ambito della riorganizzazione delle Ferrovie dello Stato, tutti gli impianti lungo la linea passarono al neocostituito gestore dell'infrastruttura Rete Ferroviaria Italiana. Vi furono eseguiti dei lavori di ristrutturazione della stazione e dell’impianto viaggiatori.  

## Strutture ed impianti
La stazione di Busseto dispone di un fabbricato viaggiatori a due piani e di due binari collegati da una passerella, il secondo dei quali utilizzato per incroci ed eventuali precedenze. Esiste anche uno scalo merci, attualmente adibito a deposito comunale, dotato di un piano caricatore e di un tronchino di accesso. Inoltre, vi è l’ufficio di amministrazione della fondazione/ associazione che si occupa del Carnevale di Busseto, ovvero, gli Amici della Cartapesta. 

## Movimento
La stazione è servita da treni regionali svolti da Trenitalia Tper nell'ambito del contratto di servizio stipulato con la regione Emilia-Romagna e vi ferma la  Freccia della Versilia.
A novembre 2019, la stazione risultava frequentata da un traffico giornaliero medio di circa 283 persone (157 saliti + 126 discesi).

## Servizi
La stazione è classificata da RFI nella categoria bronze.
La stazione dispone di:
- Biglietteria automatica
- Sala d'attesa

## Interscambi
In corrispondenza della stazione è presente una fermata degli autoservizi interurbani TEP.
- Fermata autobus

Circa 200 metri a nord rispetto all'impianto sorgeva la stazione tranviaria comune alle linee Parma-Soragna-Busseto e Parma-San Secondo-Busseto, in un'area adiacente allo storico Bottonificio Cannara. Tali tranvie, esercite a vapore, rimasero in esercizio fra il 1893 e il 1939.